# Корабельні коти

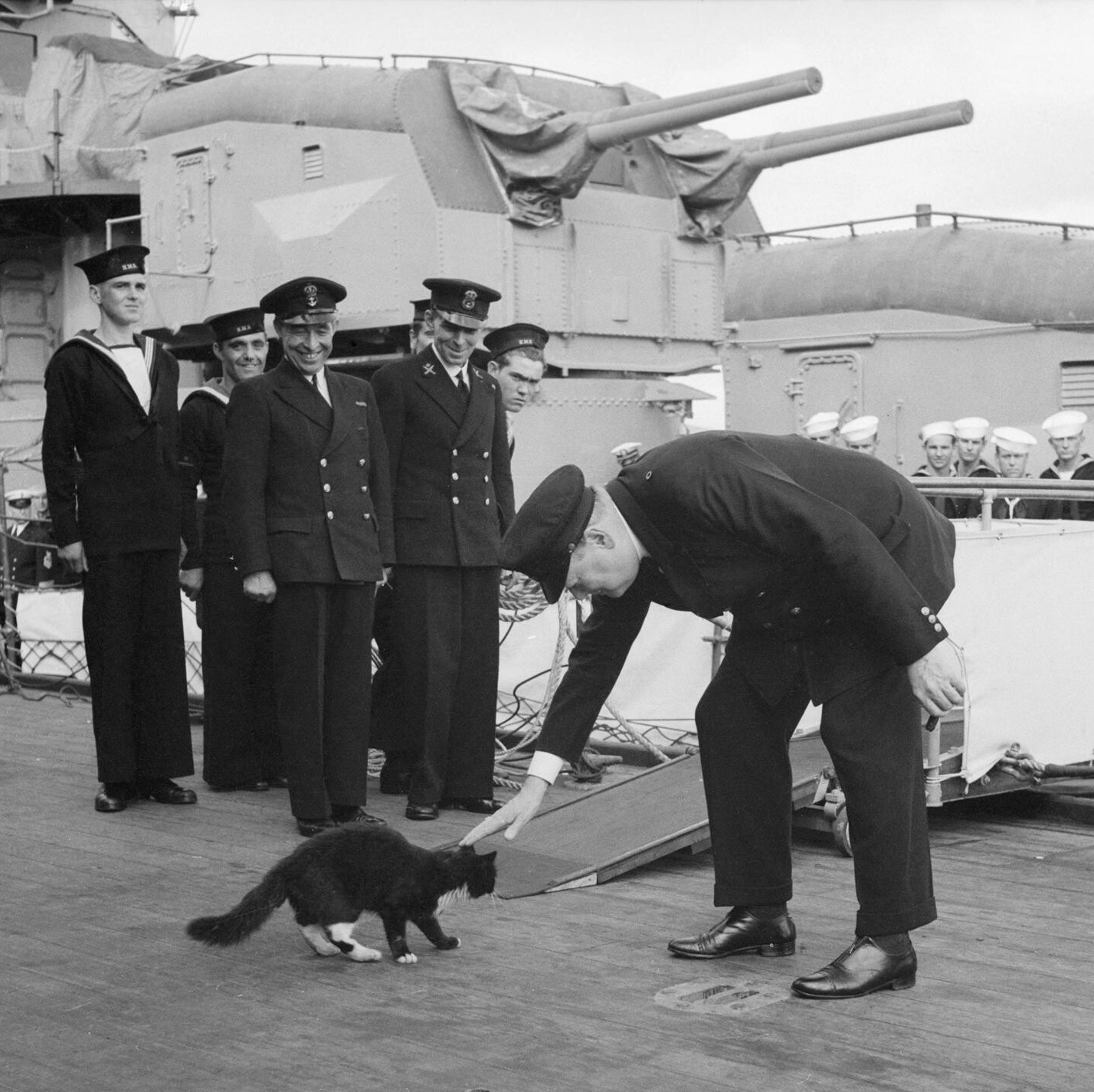
Прем'єр-міністр Вінстон Черчилль під час урочистого візиту 1941 року гладить на прощання Блекі, корабельного кота HMS Prince of Wales, коли збирається перейти по трапу на американський есмінець USS McDougal (DD-358).

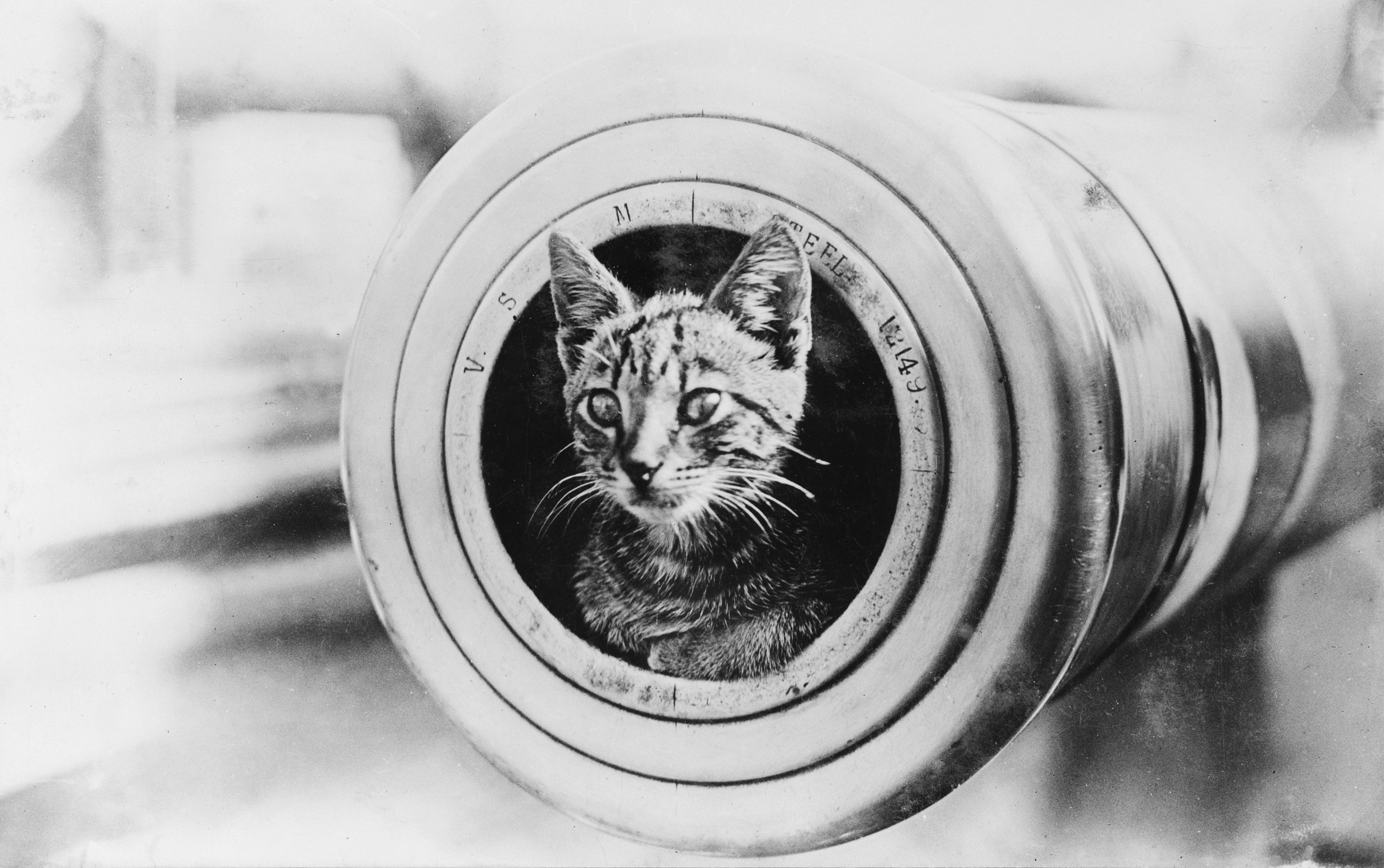
Корабельний кіт на HMAS Encounter під час Першої Світової Війни

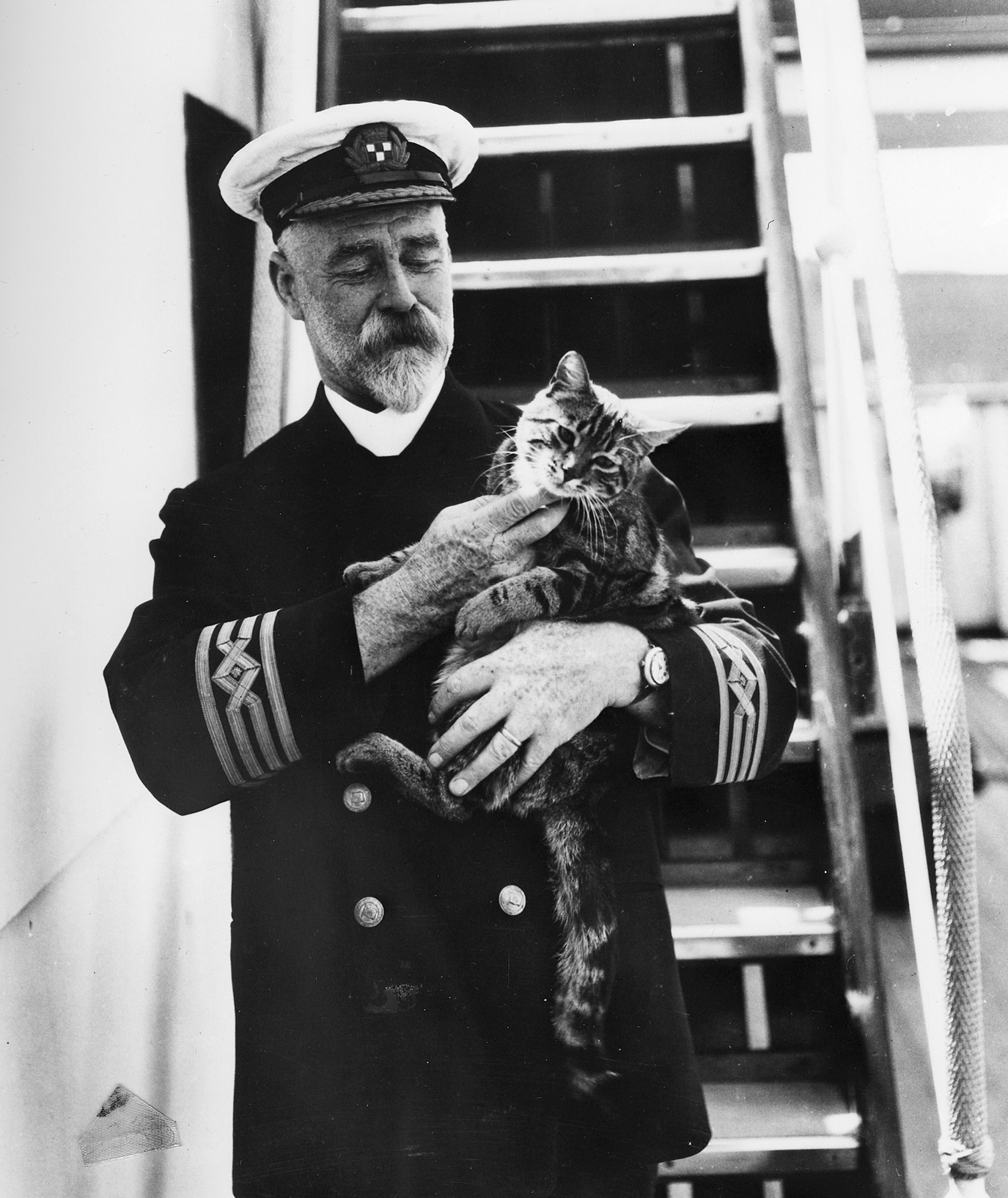
Капітан А. Дж. Хейлі зі своїм котом на RMS Empress of Canada (1922), 1920-ті

Наявність корабельного кота була спільною рисою багатьох торгових, дослідницьких і військово-морських суден, починаючи з давніх часів. Котів брали на кораблі з багатьох причин, передусім для боротьби проти мишей і щурів. Ці шкідники на борту корабля можуть спричинити пошкодження канатів, деревини і електропроводки. Крім того, гризуни загрожують корабельним припасам, з'їдають харчові продукти екіпажів і можуть завдати економічної шкоди судновим вантажам, таким як зерно. Вони також є джерелом захворювань, а це небезпечно для кораблів, що перебувають у морі протягом тривалих періодів часу. Зокрема, пацюкова блоха є переносником чуми, і тому щурів на кораблях вважали основними розповсюджувачами чорної смерті.
Коти ефективно знищують гризунів, а їхня природна здатність адаптуватися до нової обстановки зробила їх придатними для служби на кораблі. Крім того, вони забезпечують морякам товариство і відчуття домівки протягом тривалого періоду, що особливо допомагає під час війни.

## Рання історія

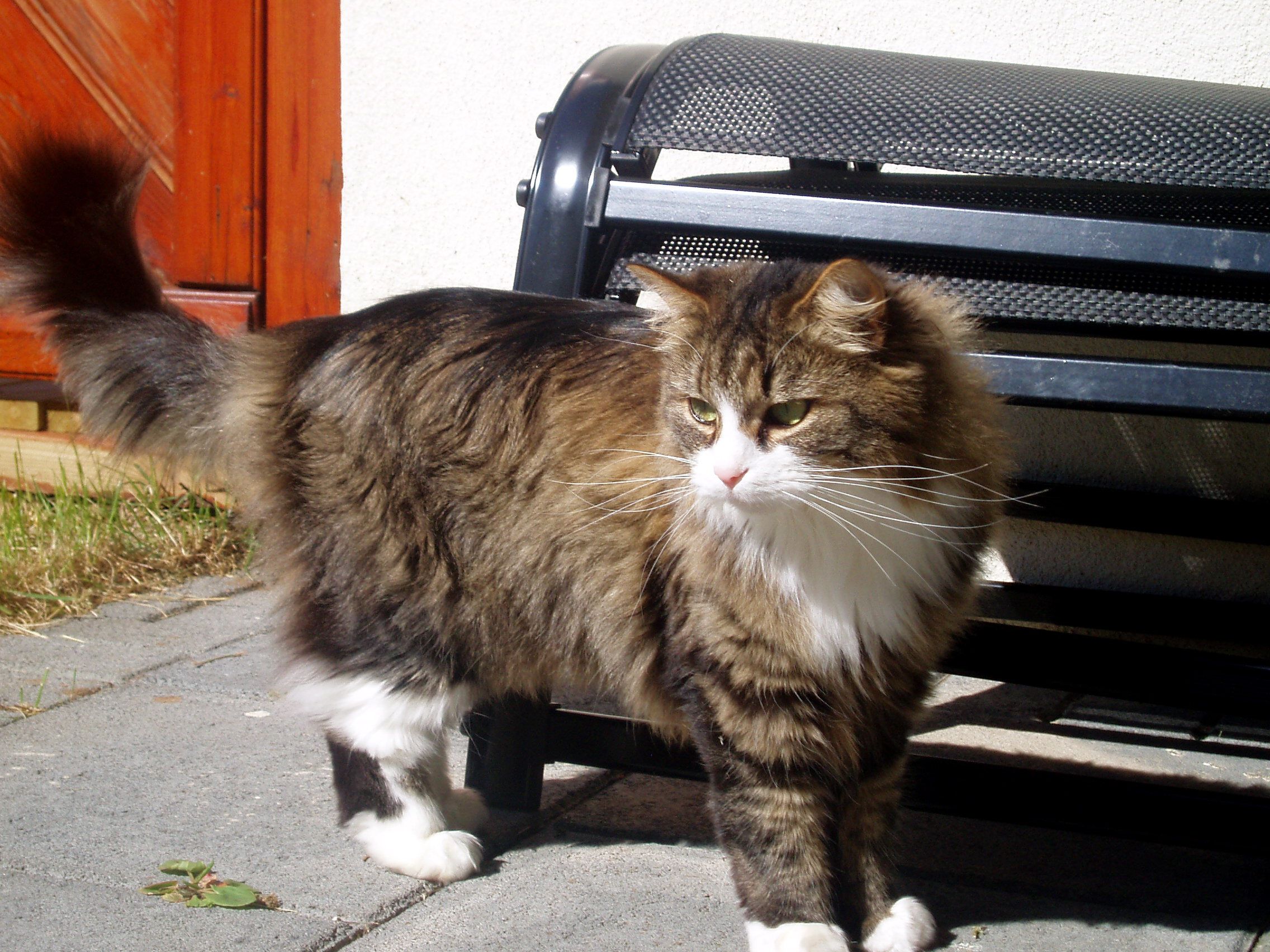
Кіт, який імовірно є нащадком котів вікінгів, у Рейк'явіку

Одомашнення кішки, як вважають, відбулось приблизно 9000 років тому на фермах на Близькому Сході. Стародавні єгиптяни брали кішок на борт нільських човнів, щоб ті ловили птахів у заростях вздовж річкових берегів. Дослідження мітохондріальної ДНК 2017 року показує, що коти поширилися зі стародавнього Єгипту вздовж морських торгових шляхів через кілька тисяч років після того, як вперше були одомашнені. Попередні результати генетичного дослідження, опублікованого у вересні 2016 року, підтвердили, що котів брали на торгові кораблі також для боротьби з гризунами, і цю практику перейняли торговці з інших країн, зокрема вікінги в Північній Німеччині приблизно з 8-го по 11-й століття. Відтоді домашня кішка поширилася з портів до будинків у всьому світі.

## Коти і забобони
З давніх-давен коти мали репутацію магічних тварин, іноді в ролі божеств, і численні міфи та забобони поширювалися серед надзвичайно забобонної спільноти мореплавців. Їх вважали розумними тваринами, які приносять щастя, і через це велику кількість зусиль спрямовували на те, щоб вони почували себе добре. Деякі моряки вірили, що кішка полідактиль більш придатна для боротьби зі шкідниками, можливо через припущення, що додаткові пальці дають їй кращий баланс, важливий під час перебування в морі. В деяких місцях кішки полідактиль стали відомими як "корабельні кішки".
Коти, як вважали, мають чудодійні сили, які могли б захистити кораблі від небезпечної погоди. Іноді дружини рибалок тримали вдома чорних котів, сподіваючись, що через них вони зможуть передати свій вплив, щоб захистити своїх чоловіків у морі. Вважалося добрим знаком, якщо кіт підійшов до матроса на палубі, але недобрим, якщо він здолав до нього лише пів шляху, а потім відступив. Ще було повір'я, що коти можуть почати шторми з допомогою магії, яка зберігається в хвостах. Якщо корабельний кіт падав за борт, або його туди викинули, то вважали, що це викличе страшенну бурю, щоб потопити корабель, а якщо судно зможе вижити, то буде прокляте на дев'ять років невезіння. Якщо кіт вилизав себе проти шерсті, то це показувало на градову бурю; якщо він чхнув це означало дощ; а якщо був жвавий, то мав здійнятися вітер.
Деякі з цих переконань мають під собою реальну основу. Коти здатні виявляти невеликі зміни в погоді завдяки надзвичайній чутливості їхнього внутрішнього вуха, яке також дозволяє їм приземлятися при падінні завжди на лапи. Низький атмосферний тиск, який передує штормовій погоді, нерідко змушує кішок бути нервовими і неспокійними.[джерело?]

## Яскраві приклади
Поширеність котів на кораблях призвела до того, що про них повідомляли відомі моряки. Розв'язання Другої Світової війни, а також поширення засобів масової комунікації та активний характер світових флотів, також призвели до того, що низка корабельних котів стали знаменитостями.

### Блекі
Блекі був корабельним котом на HMS Prince of Wales. Під час Другої світової війни він здобув світову популярність після того, як Prince of Wales  в серпні 1941 року переправив прем'єр-міністра Вінстона Черчілля через Атлантику на морську базу Аргентія (Ньюфаундленд), де він таємно зустрічався з президентом США Франкліном Д. Рузвельтом упродовж кількох днів у захищеному рейді. Результатом цієї зустрічі стало проголошення Атлантичної хартії. Коли Черчілль вже готувався зійти з Prince of Wales, то підійшов кіт Блекі. Черчілль нахилився, щоб попрощатися з ним. Цей момент сфотографовано і про нього повідомляли світові ЗМІ. На честь успішного візиту Блекі перейменували на Черчілль. Пізніше того самого року Блекі пережив потоплення Prince of Wales літаками ВПС імператорського флоту Японії, і його доставили в Сінгапур разом з моряками, які вижили. Під час евакуації Сінгапуру наступного року кота не змогли знайти і його подальша доля невідома (хоча є шанс, що він вже помер раніше).

### Камуфляж
Камуфляж був судновим котом на борту американського корабля берегової охорони LST на Тихоокеанському театрі Другої світової війни. Він став відомим завдяки тому, що намагався ловити трасуючі снаряди супротивника на палубі.

### Чибблі
Чибблі була корабельною кішкою на борту парусника Picton Castle. Вона була врятована з притулку для тварин і здійснила п'ять навколосвітніх подорожей. Picton Castle виконував роль учбового корабля. Завдяки цьому з Чибблі познайомилася велика кількість відвідувачів. Вона стала знаменитістю й отримувала листи від шанувальників. Чибблі померла 10 листопада 2011 року в Луненбурзі (Нова Шотландія). Вона здолала в морі понад 180 000 миль.

### Конвой

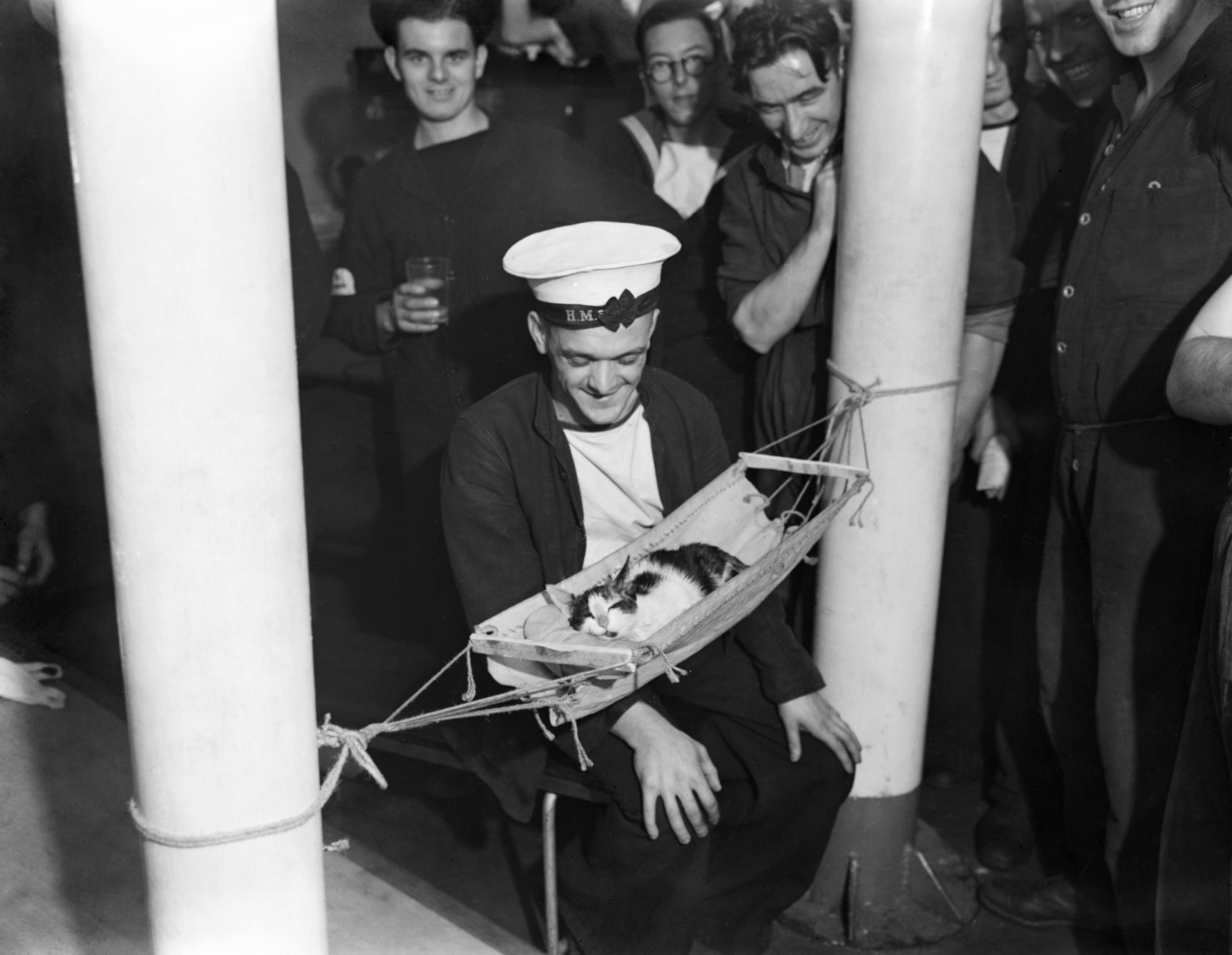
Конвой спить у гамаку на борту корабля HMS Hermione, а члени екіпажу дивляться на нього

Конвой був корабельним котом на борту HMS Hermione. Своє ім'я він дістав завдяки тому, що багато разів супроводжував судно під час забезпечення супроводу. Конвоя занесли в корабельну книгу і забезпечили повним набором, включаючи крихітний гамак, у якому він спав. Конвой загинув разом з 87-ма іншими членами екіпажу, коли 16 червня 1942 року німецький підводний човен U-205 торпедував і затопив Hermione.

### Еммі
Еммі була корабельною кішкою на RMS Empress of Ireland. Вона мала колір помаранчевий таббі і не пропустила жодного рейсу. Однак, 28 травня 1914 року Еммі покинула корабель під час стоянки в порту в Квебеку. Екіпаж повернув її на корабель, але вона знову пішла, залишивши своїх кошенят позаду. Empress of Ireland залишилася без неї, що розцінювалося як страшне знамення.За повідомленнями, останній раз її бачили, коли вона, сидячи даху одного з приміщень на пірсі 27, спостерігала як її корабель покидає Квебек-Сіті.[джерело?] Наступного дня рано вранці під час сильного туману Empress of Ireland зіткнулася з СС Storstad в гирлі Річки Святого Лаврентія і стрімко затонула, забравши з собою під воду понад 1000 осіб.

### Фелікс
Фелікс був корабельним котом на борту Mayflower II, коли той відплив з Девона (Англія) до Плімута (штат Массачусетс) 1957 року як символ солідарністі між Великою Британією і США після Другої світової війни. Кіт мав свій власний рятувальний жилет і одного разу зламав лапу після аварії. Лапу зафіксував судновий лікар. Після прибуття корабля до США фотографії та розповіді про Фелікса з'явився в журналах National Geographic, Лайф і Yankee. Кіт і решта команди взяли участь у нью-йоркському паріді tickertape і того літа роз'їжджали по всьому східному узбережжю. Зрештою його прийняла дівчина юнги Енн Беррі й оселила в себе у Волтгемі (Массачусетс). Нинішній капітан Мейфлауер II написав дитячу книгу про Фелікса під назвою Фелікс і його пригоди на Мейфлауер. Книга вийшла друком під час святкування п'ятдесятиріччя судна на Плантації Плімот.

### Дженні
Дженні була корабельною кішкою на затонулому Титаніку. Про неї сказано в спогадах кількох членів екіпажу, які пережили катастрофу лайнера 1912 року. Вона була переведена з корабля-близнюка Титаніка Олімпік і народила кошенят за тиждень до того, як Титанік полишив Саутгемптон. Дженні та її кошенята жили в гамбузі, де за ними доглядав обслуговчий персонал, який годував їх недоїдками з кухні. Стюардеса Вайолет Джессоп пізніше писала у своїх мемуарах, що кішка "поклала кошенят поруч з корабельним кухарем Джимом, який до неї ласкаво ставився". Дженні та її кошенята пішли на дно разом з кораблем.

### Місіс Чіппі
Місіс Чіппі був корабельним котом на борту Енд'юренс, на якому сер Ернест Шеклтон здійснив свою Імперську трансантарктичну експедицію. Коли корабель загинув, затиснутий і зрештою розчавлений крижаними торосами, Шеклтон наказав застрелити упряжних собак і Місіс Чіппі, оскільки вирішив, що тварин не можна брати в такий нелегкий шлях, який чекав на нього попереду.

### Нансен

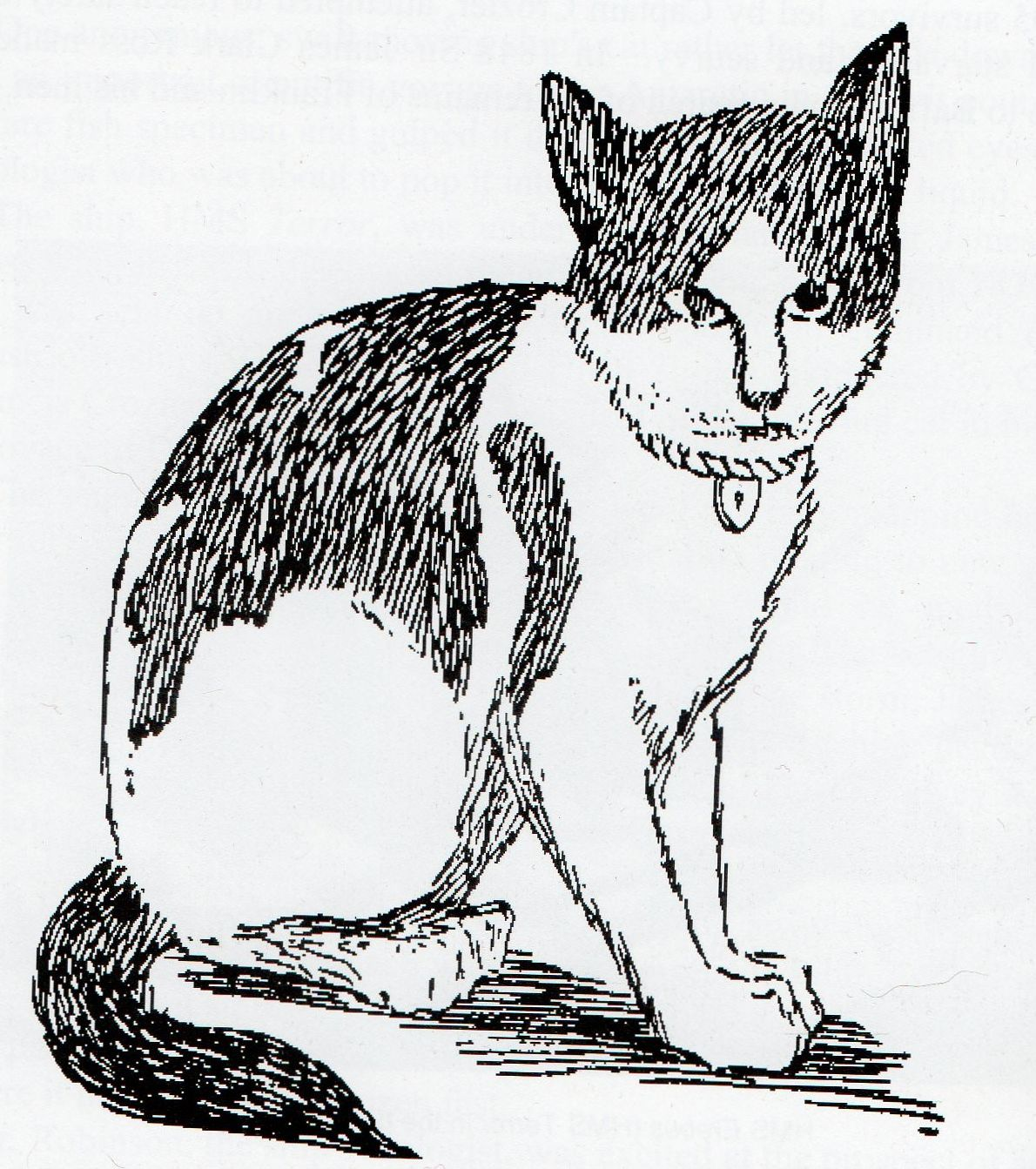
Малюнок Нансена роботи Йохана Корена

Нансен був корабельним котом на борту RV Belgica, на якому подорожувала Бельгійська антарктична експедиція. Названий на честь Фрітьофа Нансена. Його доставив на борт юнга Юхан Корен. Помер 22 червня 1898 року і похований в Антарктиці.

### Пулі

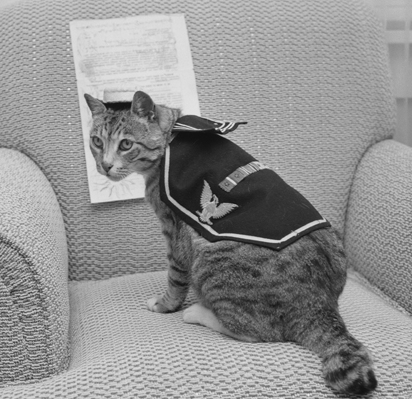
Пулі в 15 років, 4 липня 1959 року, вдягнута в свою "уніформу" військово-морського флоту США

Пулі служила на американському атакувальному транспорті під час Другої світової війни. Її удостоєно трьох орденських планок і чотирьох бойових зірок.

### Рінда
Рінда був корабельним котом на норвезькому вантажному судні SS Rinda, якого торпедували й потопили під час Другої світової війни. Морський тральщик HMT Pict підібрав його разом з вцілілими членами екіпажу. Кіт залишився на борту HMT Pict, де його назвали Рінда на честь попереднього корабля.

### Тіддлз

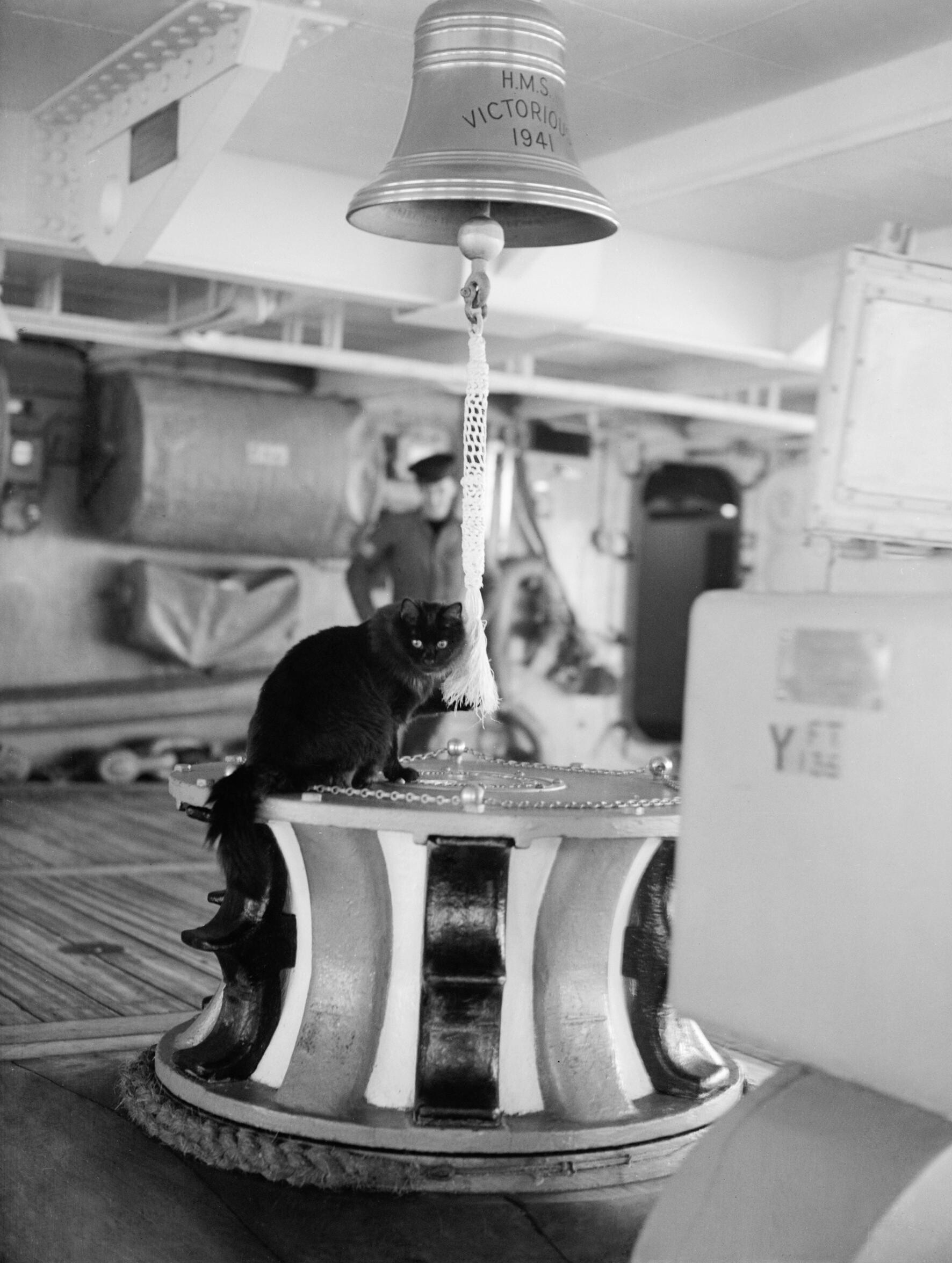
Тіддлз на своєму місці на борту HMS Victorious. Попри давні традиції, на борт кораблів Королівського Військово-Морського Флоту більше не беруть котів

Тіддлз був корабельним котом на низці авіаносців Королівського флоту. Він народився на борту HMS Argus, і пізніше приєднався до HMS Victorious. Він часто сидів на своєму улюбленому місці, кормовому кабестані, де грався з канатом. У підсумку він здолав понад 30 000 миль (48 000 км) упродовж свого часу служби.

### Трім
Трім був корабельним котом на низці суден під командуванням Метью Фліндерса, коли той здійснював свої подорожі 1801-1803 років, з метою обігнути і нанести на карту узбережжя Австралії. Він став улюбленцем екіпажу і першим котом, який обігнув Австралію. Він залишався з Фліндерсом до самої смерті. Пізніше на честь Тріма спорудили скульптуру, яку встановлено на зовнішньому підвіконні Державної бібліотеки в Сіднеї (Австралія). Став героєм низки літературних творів.

### Непотоплюваний Сем
Спочатку мав ім'я Оскар і був корабельним котом на німецькому лінкорі Bismarck. Коли 27 травня 1941 його потопили, то вижили тільки 116 членів екіпажу з понад 2200. Оскара підібрав есмінець HMS Cossack (за іронією долі один з кораблів, який несе відповідальність за знищення Бісмарка). Козак сам був торпедований і потоплений кілька місяців по тому, 24 жовтня. Загинули 159 членів екіпажу, але Оскар знову вижив, і його доставили в Гібралтар. Він став корабельним котом HMS Ark Royal, якого торпедовано й потоплено в листопаді того самого року. Оскар знову врятувався, але було вирішено цього разу перевести його в домівку на суші. Тепер вже його називали Непотоплюваний Сем завдяки трьом пережитим потопленням кораблів. Він ловив мишей у офісних будівлях генерал-губернаторства Гібралтару. Зрештою він повернувся до Великої Британії і провів залишок свого життя в будинку для моряків. Його портрет висить в Національному морському музеї в Гринвічі.

## Сьогодення
1975 року в Королівському флоті заборонили брати на борт котів та інших домашніх тварин, обґрунтувавши це міркуваннями гігієни.
Коти, як і раніше, присутні на багатьох приватних суднах,, як наприклад Тулбокс на борту другого Кальмар Нюкель.